# Modisimus signatus
Modisimus signatus är en spindelart som först beskrevs av Banks 1914.  Modisimus signatus ingår i släktet Modisimus och familjen dallerspindlar.
Artens utbredningsområde är Puerto Rico. Inga underarter finns listade i Catalogue of Life.